# エストニア海軍
エストニア海軍 (エストニアかいぐん、エストニア語: Merevägi) は、エストニア共和国の軍隊であるエストニア国防軍の海軍。
エストニア海軍は総排水量１万トン以下で、世界最小の海軍の一つ。船名はEML(Eesti Mereväe Laev/Estonian Navy Ship)で始まる。NATOの海上共同演習にも参加する。